# Sanja Malagurski
Sanja Malagurski (Subotica, 8 giugno 1990) è una pallavolista serba.
Gioca nel ruolo di schiacciatrice e opposto nella Stella Rossa.

## Carriera
La carriera professionista di Sanja Malagurski inizia nella stagione 2005-06, esordendo nel massimo campionato serbo, con la squadra dello Spartak Subotica. La stagione successiva passa alla squadra slovena dell'OK Nova Gorica, con la quale resta legata fino al 2008, vincendo due scudetti e due coppe nazionali: proprio nel 2008 ottiene le prime convocazioni in nazionale, partecipando anche ai Giochi della XXIX Olimpiade; nel 2007, con la nazionale Under-18 aveva vinto la medaglia d'argento al campionato europeo.
Nell'annata 2008-09 viene ingaggiata dal Clubul Sportiv Universitar Metal Galați, militante nella Divizia A1 rumena e con la quale ottiene sia la vittoria dello scudetto che della coppa nazionale; con la nazionale conquista l'oro all'European League 2009. Dopo la parentesi estera ritorna in patria per giocare nello Stella Rossa: con la squadra di Belgrado vince due campionati e coppe. Con la nazionale, nel 2011, vince l'oro all'European League, il bronzo al World Grand Prix e l'oro al campionato europeo.
Nella stagione 2011-12 viene ingaggiata dall'Asystel Volley di Novara, nella Serie A1 italiana: tuttavia per problemi con la federazione italiana, legati a vincoli d'età ed anche a seguito di un grave infortunio rimediato durante la Coppa del Mondo 2011, non ha potuto disputare alcuna partita. Nella stagione 2012-13, a seguito della chiusura della squadra novarese, passa alla società del Gruppo Sportivo Oratorio Pallavolo Femminile Villa Cortese.
Nella stagione 2013-14 viene ingaggiata all'Osasco Voleibol Clube, nella Superliga Série A brasiliana, con cui vince il Campionato Paulista e la coppa nazionale, mentre nell'annata successiva ritorna in Europa vestendo la maglia del Klub Piłki Siatkowej Chemik Police, nella ORLEN Liga polacca, con cui si aggiudica la Supercoppa polacca 2014 e lo scudetto.
Nell'annata 2015-16 si trasferisce nella Voleybol 1. Ligi turca per giocare con l'İdman Ocağı Spor Kulübü, mentre nell'annata successiva ritorna nella massima divisione italiana, questa volta giocando per il Promoball Volleyball Flero; con la nazionale si aggiudica la medaglia di bronzo al World Grand Prix 2017. Nella stagione 2017-18 è nella stessa divisione con il Volley Bergamo.
Dopo un breve periodo di inattività, torna in campo per concludere la stagione 2018-19 con la Stella Rossa, nella Superliga serba.

## Palmarès

### Club
- Campionato sloveno: 2

2006-07, 2007-08
- Campionato rumeno: 1

2008-09
- Campionato serbo: 2

2009-10, 2010-11
- Campionato polacco: 1

2014-15
- Campionato Paulista: 1

2013
- Coppa di Slovenia: 2

2006-07, 2007-08
- Coppa di Romania: 1

2008-09
- Coppa di Serbia: 2

2009-10, 2010-11
- Coppa del Brasile: 1

2014
- Supercoppa polacca: 1

2014

### Nazionale (competizioni minori)
- Campionato europeo Under-18 2007
- European League 2009
- European League 2011